# Bucranium
Bucranium es un género de arañas araneomorfas de la familia Thomisidae. Fue descrito por el zoólogo británico Octavius Pickard-Cambridge en 1881.

## Especies
- Bucranium affine (O. Pickard-Cambridge, 1896)
- Bucranium pulchrum (Bryant, 1940)
- Bucranium spinigerum O. Pickard-Cambridge, 1891
- Bucranium taurifrons O. Pickard-Cambridge, 1881